# Adventures in Paradise (album)
| Recensione | Giudizio |
| ---------- | -------- |
| AllMusic   |          |

Adventures in Paradise è il terzo Album in studio della cantante soul statunitense Minnie Riperton, pubblicato dalla Epic Records nel maggio del 1975.

## Tracce

### LP (1975, Epic Records, PE 33454)
Lato A (AL 33454)
1. Baby, This Love I Have – 4:02 (Minnie Riperton, Leon Ware, Richard Rudolph)
2. Feelin' That Your Feelin's Right – 4:22 (Minnie Riperton, Leon Ware, Richard Rudolph)
3. When It Comes Down to It – 3:24 (Minnie Riperton, Richard Rudolph)
4. Minnie's Lament – 4:10 (Minnie Riperton, Richard Rudolph)
5. Love and It's Glory – 5:10 (Minnie Riperton, E. T. Brown, Richard Rudolph)

Durata totale: 21:08
Lato B (BL 33454)
1. Adventures in Paradise – 3:15 (Minnie Riperton, Joe Sample, Richard Rudolph)
2. Inside My Love – 4:45 (Minnie Riperton, Leon Ware, Richard Rudolph)
3. Alone in Brewster Bay – 4:25 (Minnie Riperton, Richard Rudolph)
4. Simple Things – 3:44 (Minnie Riperton, Richard Rudolph)
5. Don't Let Anyone Bring You Down – 2:55 (Minnie Riperton, Richard Rudolph)

Durata totale: 19:04

## Musicisti
- Minnie Riperton – voce solista
- Larry Carlton – chitarra, arrangiamenti e conduttore musicale
- Dean Parks – seconda chitarra (B1, B2 e B4)
- Joe Sample – tastiere
- Ed Brown – basso
- Jim Gordon – batteria
- Tom Scott – sassofono solista
- Jim Horn – sassofono solista
- Sid Sharp (The Sid Sharp Strings) – strumenti ad arco
- Dorothy Ashby – arpa (A5)

### Produzione
- Stewart Levine, Minnie Riperton e Richard Rudolph – produzione
- Stewart Levine – direttore di produzione
- Registrazioni effettuate al Wally Heider Studio Three di Los Angeles, California
- Rick Pekkonen – ingegnere delle registrazioni
- Gary Starr – recordist
- Mastering effettuato da Doug Sax al The Mastering Lab
- Ron Coro – design copertina album originale
- Kenneth McGowan – foto copertina album originale[4]

## Classifica
Album
| Anno | Classifica             | Posizione raggiunta |
| ---- | ---------------------- | ------------------- |
| 1975 | Billboard 200          | 18                  |
| 1975 | Top R&B/Hip-Hop Albums | 5                   |

Singoli
| Anno | Titolo del brano       | Classifica            | Posizione raggiunta |
| ---- | ---------------------- | --------------------- | ------------------- |
| 1975 | Inside My Love         | Hot 100               | 76                  |
| 1975 | Inside My Love         | Hot R&B/Hip-Hop Songs | 26                  |
| 1975 | Simple Things          | Hot R&B/Hip-Hop Songs | 70                  |
| 1976 | Adventures in Paradise | Hot R&B/Hip-Hop Songs | 72                  |